# Vuelo 972 de Cubana de Aviación
El vuelo 972 de Cubana de Aviación (CU972/CUB972) era un vuelo nacional de pasajeros de Global Air arrendado a Cubana de Aviación. Cubría el trayecto desde el Aeropuerto Internacional José Martí en La Habana, hasta el Aeropuerto Internacional Frank País en Holguín. El 18 de mayo de 2018, la aeronave involucrada, un Boeing 737-201, matrícula XA-UHZ, se estrelló minutos después del despegue entre el aeropuerto José Martí y la localidad de Santiago de Las Vegas, en el municipio Boyeros de la capital cubana. De los 113 ocupantes de la aeronave, incluidos seis tripulantes mexicanos, tres personas pudieron ser trasladadas con vida al hospital, sin embargo una de ellas falleció a los 3 días, y otra a 7 días después del accidente.
El accidente fue examinado por investigadores de seguridad cubanos, con la ayuda de Estados Unidos y México. Si bien la Administración Federal de Aviación no tiene jurisdicción oficial en Cuba, su asistencia fue voluntaria y bien recibida por los funcionarios cubanos debido a la falta general de experiencia de los investigadores locales con aviones construidos en Estados Unidos. México proporcionó asistencia adicional, donde se registró la aeronave, y también donde se basaron la aerolínea y la tripulación de vuelo que poseían y operaban la aeronave. La investigación multinacional finalmente determinó en septiembre de 2019 que la aeronave estaba fuera del centro de gravedad. Los pilotos no tuvieron éxito en un intento de remediar los problemas relacionados con el desequilibrio de carga/peso del avión.
El anterior accidente aéreo importante en Cuba fue el vuelo 883 de Aero Caribbean en 2010 con 68 fallecidos. El vuelo 972 es el segundo accidente de aviones más mortífero en Cuba, superado solo por el accidente del vuelo 9646 de Cubana de Aviación en 1989, que mató a 150 personas. Fue el tercer accidente aéreo más grave de 2018, tras el accidente del Il-76 de la Fuerza Aérea de Argelia (257 muertos) y el vuelo 610 de Lion Air (189 muertos).

## Aeronave

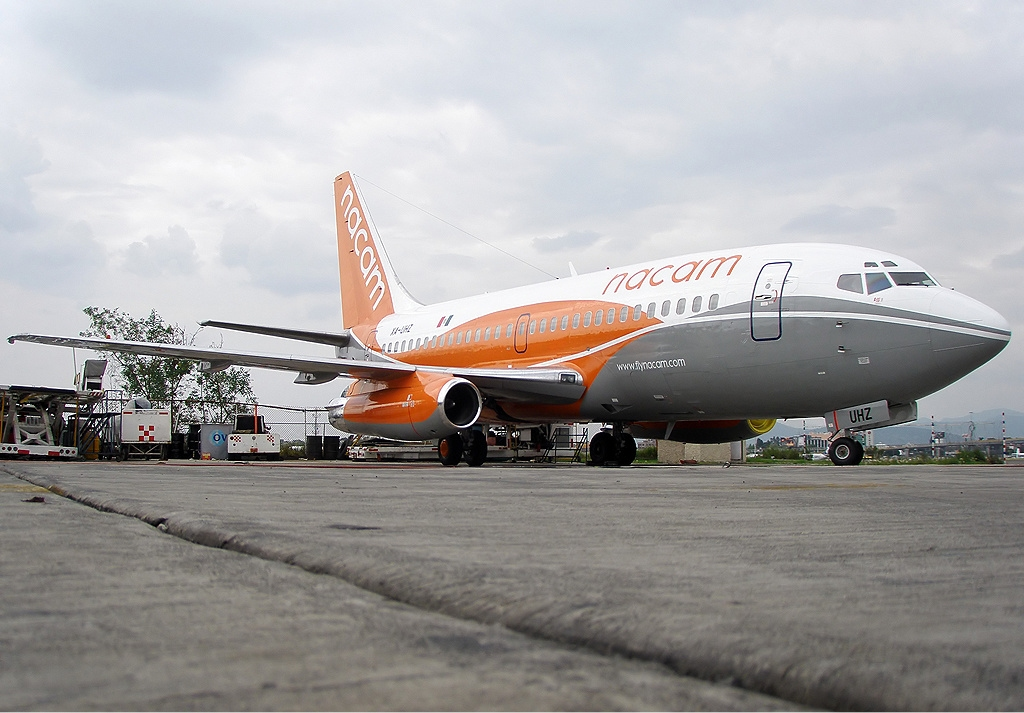
El avión involucrado en el accidente, entonces en National Airways Cameroon, en 2007.

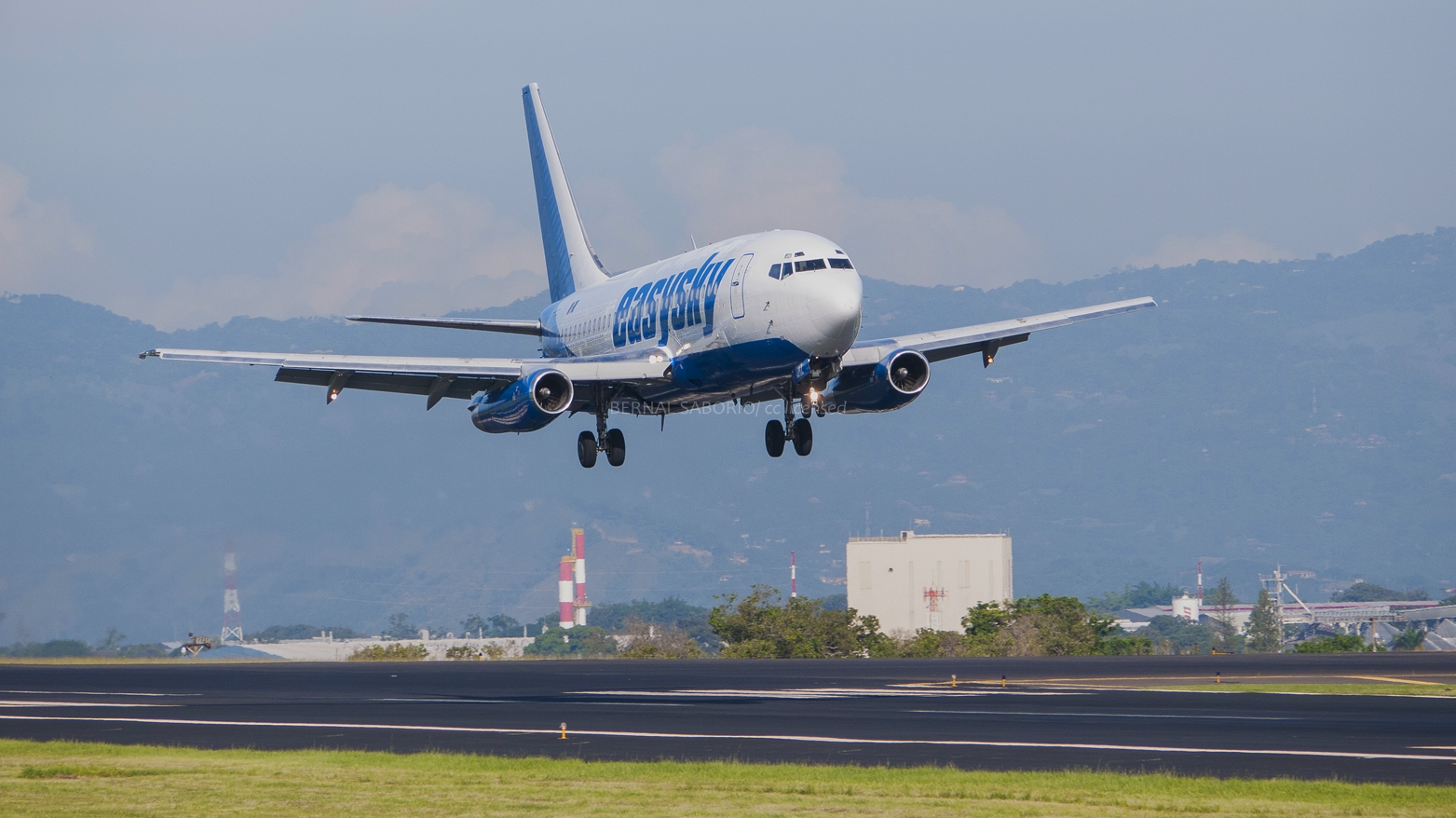
Avión involucrado en el accidente operando un vuelo para EasySky en el Aeropuerto Internacional Juan Santamaría. (foto tomada en 2016).

Los medios estatales cubanos informan que el Boeing 737-201 que se estrelló en el aeropuerto de La Habana era propiedad de Damojh Aerolíneas S.A. de C.V., que operaba como Global Air, una empresa de arrendamiento aeronáutico de México, y prestaba servicio para vuelos nacionales a nombre de Cubana de Aviación, de La Habana a Holguín. En meses previos, Cubana de Aviación sacó de servicio varios de sus aviones debido a problemas de aviónica con su propia flota aérea, confiando en aviones arrendados para mantener el servicio. Un día antes del accidente, el Instituto de Aeronáutica Civil de Cuba (IACC) obligó a retirar la flota de aviones Antonov An-158 de Cubana de Aviación debido a problemas de aviónica.
La aeronave fue fabricada en 1979 y tenía 38 años. El avión entró en servicio por primera vez para Piedmont Airlines, y desde entonces estuvo en servicio para diferentes aerolíneas en Canadá, Chile, Camerún, Benín y el Caribe, así como en un periodo de operación por cinco años para la Armada de los Estados Unidos antes de ser adquirido por Global Air. En una declaración, Global Air afirmó que el avión había pasado una inspección gubernamental en noviembre de 2017, y que estaba al corriente con sus permisos para operar y arrendar aeronaves.

## Pasajeros y tripulación
La lista de pasajeros estaba compuesta por 102 cubanos (incluidas las 3 primeras sobrevivientes), dos turistas de nacionalidad argentina, una turista mexicana, un saharaui de la República Saharaui y un pasajero con doble nacionalidad RASD-española. Estos dos últimos residentes en Cuba.
Los seis miembros de la tripulación, todos de nacionalidad mexicana, eran el comandante del vuelo Jorge Luis Núñez Santos, el primer oficial Miguel Ángel Arreola Ramírez, la jefa de cabina María Daniela Ríos Rodríguez, las sobrecargos Abigail Hernández García y Guadalupe Limón García así como el técnico en mantenimiento Marco Antonio López Pérez.
| Nacionalidad     | Pasajeros | Tripulación | Fallecimientos | Total |
| ---------------- | --------- | ----------- | -------------- | ----- |
| Cuba             | 102       | 0           | 101            | 102   |
| México           | 1         | 6           | 7              | 7     |
| Argentina        | 2         | 0           | 2              | 2     |
| Saharaui/ España | 1         | 0           | 1              | 1     |
| Saharaui         | 1         | 0           | 1              | 1     |
| Total            | 107       | 6           | 112            | 113   |

## Accidente
El vuelo CU-972 era un vuelo nacional del Aeropuerto Internacional José Martí en La Habana, al Aeropuerto Internacional Frank País en Holguín, al este de Cuba. El vuelo, que despegó poco después de las 12:00 del mediodía hora local, se estrelló a las 12:08 p. m. muy próximo al aeropuerto. El avión chocó en una granja propiedad del gobierno y no causó heridas a nadie en tierra. Un incendio envolvió los restos, y testigos en el aeropuerto reportaron ver nubes de humo saliendo del lugar del accidente. Los primeros en responder, incluidos bomberos y equipos médicos de emergencia, se apresuraron en llegar desde La Habana al lugar del siniestro para iniciar las labores de rescate. El Aeropuerto Internacional José Martí cerró temporalmente después del accidente, pero reabrió esa misma tarde.

## Respuesta
El presidente de Cuba, Miguel Díaz-Canel y el ministro de salud, Roberto Morales, además de otras autoridades locales, arribaron al lugar para observar y monitorear las labores de rescate.
Se declaró en el país un periodo de luto nacional empezando de las 6 de la mañana del 19 de mayo, hasta las 12 del mediodía del 20 de mayo, con las banderas a media asta afuera de instalaciones gubernamentales y militares.
Familiares de las víctimas fueron convocados a La Habana para identificar los cuerpos.
Los días posteriores al accidente, ex empleados y trabajadores de Cubana de Aviación presentaron denuncias relacionadas con la aeronavegabilidad, mantenimiento y registros de seguridad de Global Air. Se informaron incidentes relacionados con la Autoridad de Aviación Civil de Guyana, y la Dirección General de Aeronáutica Civil de Chile, por ejemplo, en 2017, le fue prohibido al avión, matrícula XA-UHZ, volar en espacio aéreo guyanés debido a que su tripulación sobrecargó el avión con equipaje y no lo acomodó debidamente.
Derivado del accidente, la Dirección General de Aeronáutica Civil de México (DGAC) notificó el 19 de mayo de 2018 a la empresa Aerolíneas Damojh, S.A. de C.V. el inicio de una verificación extraordinaria mayor, que cumplía  dos objetivos: verificar que las condiciones actuales de operación siguieran cumpliendo con la normatividad, así como recopilar información para coadyuvar con la investigación del accidente. De igual forma, la DGAC notificó el 21 de mayo de 2018 la suspensión temporal de actividades de Global Air en tanto se llevaba a cabo la verificación.

## Sobreviviente
Mailén Díaz Almaguer fue la única sobreviviente del accidente, estuvo ingresada luchando por su vida durante 70 días cuando fue trasladada de hospital para comenzar un proceso de rehabilitación. Debido a los golpes, quemaduras y heridas, quedó parapléjica y le fue amputada una pierna a la altura de la rodilla.

## Investigación
El 19 de mayo de 2018, el ministro de transporte, Adel Yzquierdo Rodríguez, informó la recuperación de la grabadora de vuelo en el lugar del accidente. La grabadora de voz en cabina fue localizada el 24 de mayo.
El gobierno cubano informó la creación de una comisión especial para encontrar las causas del accidente. Tanto la Junta Nacional de Seguridad del Transporte (NTSB) como la Administración Federal de Aviación (FAA) declararon que ofrecerían asistencia en la investigación en caso de que fueran requeridos. La empresa Boeing declaró que se encontraban listos para enviar un equipo técnico a Cuba «según lo permitían las leyes de los Estados Unidos, y bajo la dirección de la NTSB y de las autoridades cubanas».
Una delegación de expertos mexicanos fue enviada a Cuba para colaborar en las investigaciones. Además, la NTSB envió a tres representantes para igualmente ayudaran en la investigación.
El 17 de julio de 2018, Global Air (propietaria del avión) publicó un comunicado donde, según estudios realizados a las grabadoras de vuelo por expertos internacionales, se determinó que la causa del accidente se debió a un error del piloto, explicando que los pilotos habían despegado con un ángulo de ascenso muy elevado, resultando en una entrada en pérdida. La DGAC declaró que no levantarían la suspensión de operaciones de Global Air, que dicha compañía luchaba por eliminar; y que su contraparte en Cuba, el Instituto de Aeronáutica Civil de Cuba (IACC) que lideraba la investigación, aún no había emitido hallazgo alguno. La Asociación Sindical de Pilotos Aviadores (ASPA) de México, declaró que Global Air cometió una irresponsabilidad al hacer pública su declaración antes de que concluyeran las investigaciones, y que no se tuvieron en cuenta factores como la distribución del peso en la aeronave o posibles fallas en el equipo. Al 18 de julio del mismo año, las autoridades cubanas, mexicanas y estadounidenses no habían hecho público los resultados de la investigación del accidente.
El 16 de mayo de 2019, el Instituto Cubano de Aeronáutica Civil emitió una declaración que decía: «La causa más probable del accidente fueron las acciones de la tripulación y sus errores en los cálculos de peso y equilibrio que llevaron a la pérdida de control del avión. y su caída durante la fase de despegue».
El 12 de septiembre de 2019 se publicó el Informe Final de la investigación en el sitio web del Instituto de Aeronáutica Civil de Cuba. El IACC determinó que la causa más probable del accidente «fue el colapso de la aeronave como resultado de su entrada en posiciones anormales inmediatamente después del despegue, lo que derivó en la pérdida de control del avión por una cadena de errores, con predominio del factor humano». El informe indicó que los factores humanos que contribuyeron a esto se debieron «principalmente a inconsistencias en el entrenamiento de la tripulación, errores en los cálculos de peso y balance y los bajos estándares operativos que se revelaron durante el vuelo», según las traducciones de OnCuba News y Havana Times.